# Collection d'Arnell-Andréa
 (juin 2022).
Collection d'Arnell-Andréa (parfois abrégé en CDAA) est un groupe français de heavenly voices/dark wave néo-classique, originaire d'Orléans, dans le Loiret.

## Biographie
Il est formé en 1986 dans la région d'Orléans par Jean-Christophe d'Arnell, Chloé Saint-Liphard et Pascal Andréa. Ce dernier quitte le groupe juste avant qu'il donne son premier concert. La formation s'étoffera autour du noyau formé par Jean-Christophe d'Arnell (auteur, compositeur, pianiste et percussionniste) et la chanteuse Chloé Saint-Liphard. Le groupe compte actuellement sept membres. Durant son existence, il a joué en concert avec d'autres groupes comme Dead Can Dance, Minimal Compact, Asylum Party, Black Tape for a Blue Girl (en), Trisomie 21, Cocteau Twins et Ataraxia.
Collection d'Arnell-Andréa se crée une identité musicale avec la voix éthérée de Chloé, des textes proches de la poésie symboliste et empreints de références littéraires, et des compositions mettant en avant les instruments à cordes comme le violoncelle, l'alto et le piano. La guitare électrique fera plus tard son apparition et gagnera en importance notamment avec l'album Cirses des champs en 1996.
Le groupe se produit rarement sur scène, il a néanmoins publié une vidéo et un disque enregistrés en public, a assuré les premières parties de And Also the Trees ou The Legendary Pink Dots et a participé à des festivals tels que La Route du Rock, le Wave-Gotik-Treffen ou La Nuit des Fées,.
La formation a publié ses quatre premiers albums chez le label New Rose entre 1989 et 1994. Le cinquième opus, Cirses des champs (1996), ainsi que la compilation Coll AGE 1988-1998, sont sortis chez Last Call Records. En 2002, Prikosnovénie (en) devient le nouveau label discographique indépendant du groupe jusqu'en 2010 et réédite les anciens albums avec des titres bonus. En 2019, les deux albums Another Winter et A Recrafted Winter sont édités par Trisol Music,. Ce dernier sort A Forest Inside au format numérique le 1er novembre 2023, tandis que les labels Infrastition et Meidosem Records le distribuent en CD et vinyle en mars 2024,,.  

## Projets parallèles
Franz Torres-Quevedo est également présent dans plusieurs autres groupes, sous les noms de Frank Lopez ou Hugues Dammarie : Opera Multi Steel, O Quam Tristis, The 3 Cold Men, Avaric ainsi que Thy Violent Vanities. Carine Grieg est membre de O Quam Tristis, Gantök, Anna's Tree et occasionnellement de Opera Multi Steel. Thibault d'Aboville joue aussi avec Gantök et Anna's Tree.

## Membres

### Membres actuels
- Jean-Christophe d'Arnell - piano, claviers, percussions (depuis 1986)
- Chloé Saint-Liphard - chant (depuis 1986)
- Xavier Gaschignard - violoncelle, chœurs (depuis 1990)
- Franz Torres-Quevedo - basse, guitares (depuis 1992)
- Carine Grieg - piano, claviers, chœurs (depuis 1992)
- Vincent Magnien - guitare électrique (depuis 1996)
- Thibault d'Aboville - alto (depuis 2002)

### Anciens membres
- Pascal Andréa (1986)
- Peter Rakoto - basse (1989-1990)
- Stephan Kehlsen - basse (1996)
- Charlotte - violoncelle (1989)
- Thierry Simonnet - claviers (1989)

## Discographie
- 1988 : Autumn's Breath for Anton's Death (EP 4 titres - Valotte Records)
- 1989 : Un automne à Loroy (New Rose, réédité en 2004 par Prikosnovénie)
- 1990 : Au Val des Roses (New Rose, réédité en 2005 par Prikosnovénie)
- 1992 : Les Marronniers  (New Rose, réédité en 2008 par Prikosnovénie)
- 1994 : Villers-aux-Vents (Février 1916) (New Rose, réédité en 2003 par Prikosnovénie)
- 1996 : Cirses des Champs (Last Call Records, réédité en 2010 par Prikosnovénie)
- 1998 : CollAGE 1988-1998 (compilation - Last Call Records)
- 2002 : Tristesse des Mânes (Prikosnovénie)
- 2004 : The Bower of Despair (Prikosnovénie)
- 2007 : Exposition, eaux-fortes et méandres (Prikosnovénie)
- 2008 : La Nuit des fées - Live (Prikosnovénie)
- 2010 : Vernes-Monde (Prikosnovénie)
- 2019 : Another Winter (Trisol Music)
- 2019 : A Recrafted Winter (Trisol Music)
- 2023 : A Forest Inside (Trisol Music)

## Vidéographie
- 2001 : Concert (VHS, enregistrée à Orléans le 20 janvier 2001)